# Adriaen de Vries
Adriaen de Vries [fri.s] (også Adrian, Fries) (født senest 1546 i Haag – bisat 15. december 1626 i Prag) var en hollandsk billedhugger, som arbejdede i en manieristisk stil.
Han var elev af Giovanni da Bologna i Firenze og kom fra 1601 i kejser Rudolf II's tjeneste i Prag. Uden at være nogen særlig original begavelse var Vries en yderst habil billedhugger (af den nederlandske romanist-type) med udprægede evner for plastisk-dekorativ komposition. Bedst kommer disse hans evner til deres ret i hans udmærkede arbejder: Merkurbrønden (1599) og Herkulesbrønden (1602) i Augsburg, og i den "Vandkunst", Neptunfontænen (sv) (1615-22), som han udførte efter bestilling af Christian IV til Frederiksborg Slotsgård, og som i Svenskekrigene blev bortført af svenskerne; dele af den findes endnu i Sverige, hovedsagelig ved Drottningholm Slot, og ved afstøbninger af disse er fontænen genrejst 1888. Også andre arbejder af Vries er blevne bortførte af svenskerne, således en anden stor Neptunfontæne (1626) i Wallensteins Slot (Prag), der blev plyndret under Trediveårskrigen (og som der også er taget afstøbninger af på foranledning af Wallensteins efterkommere).
Af andre arbejder af Vries kan nævnes Merkur og Psyche (Tuilerierne, Paris), Psyche båret af amoriner (Stockholms Nationalmuseum, begge ungdomsværker), buster af Karl V og Rudolf II (Hofmuseet, Wien), reliefferne Rudolf II's kunstpleje (Windsor Castle) og Allegori på Tyrkerkrigen (1609, Kunsthistorisches Museum, udført formeligt som et maleri), Mausoleet i Stadthagen (1617-20); endvidere en række mindre arbejder, hvoriblandt Kain dræber Abel og Lazarus (1615) og Laokoon i forgyldt bronze i Statens Museum for Kunst. Endelig har Vries udført enkelte raderinger.